# Тім Коннолі
Тім Коннолі (англ. Tim Connolly, нар. 7 травня 1981, Болдвінсвіль, Нью-Йорк) — американський хокеїст, що грав на позиції центрального нападника. Грав за збірну команду США.
Провів понад 700 матчів у Національній хокейній лізі.

## Ігрова кар'єра
Хокейну кар'єру розпочав 1996 року.
1999 року був обраний на драфті НХЛ під 5-м загальним номером командою «Нью-Йорк Айлендерс».
Протягом професійної клубної ігрової кар'єри, що тривала 15 років, захищав кольори команд «Нью-Йорк Айлендерс», «Баффало Сейбрс», «Лангнау Тайгерс» та «Торонто Мейпл-Ліфс».
Загалом провів 733 матчі в НХЛ, включаючи 36 ігор плей-оф Кубка Стенлі.
Виступав за збірну США, на головних турнірах світового хокею провів 9 ігор в її складі.

## Статистика

### Клубні виступи
| Сезон        | Клуб                 | Ліга         | Регулярний сезон | Регулярний сезон | Регулярний сезон | Регулярний сезон | Регулярний сезон | Плей-оф | Плей-оф | Плей-оф | Плей-оф | Плей-оф |
| Сезон        | Клуб                 | Ліга         | І                | Г                | П                | О                | ШХ               | І       | Г       | П       | О       | ШХ      |
| ------------ | -------------------- | ------------ | ---------------- | ---------------- | ---------------- | ---------------- | ---------------- | ------- | ------- | ------- | ------- | ------- |
| 1996–97      | «Сірак'юс Кранч»     | MTJHL        | 50               | 42               | 62               | 104              | 34               | —       | —       | —       | —       | —       |
| 1997–98      | «Ері Оттерс»         | ХЛО          | 59               | 30               | 32               | 62               | 32               | 7       | 1       | 6       | 7       | 6       |
| 1998–99      | «Ері Оттерс»         | ХЛО          | 46               | 34               | 34               | 68               | 50               | —       | —       | —       | —       | —       |
| 1999–00      | «Нью-Йорк Айлендерс» | НХЛ          | 81               | 14               | 20               | 34               | 44               | —       | —       | —       | —       | —       |
| 2000–01      | «Нью-Йорк Айлендерс» | НХЛ          | 82               | 10               | 31               | 41               | 42               | —       | —       | —       | —       | —       |
| 2001–02      | «Баффало Сейбрс»     | НХЛ          | 82               | 10               | 35               | 45               | 34               | —       | —       | —       | —       | —       |
| 2002–03      | «Баффало Сейбрс»     | НХЛ          | 80               | 12               | 13               | 25               | 32               | —       | —       | —       | —       | —       |
| 2004–05      | «Лангнау Тайгерс»    | НЛА          | 16               | 7                | 3                | 10               | 14               | —       | —       | —       | —       | —       |
| 2005–06      | «Баффало Сейбрс»     | НХЛ          | 63               | 16               | 39               | 55               | 28               | 8       | 5       | 6       | 11      | 0       |
| 2006–07      | «Баффало Сейбрс»     | НХЛ          | 2                | 1                | 0                | 1                | 2                | 16      | 0       | 9       | 9       | 4       |
| 2007–08      | «Баффало Сейбрс»     | НХЛ          | 48               | 7                | 33               | 40               | 8                | —       | —       | —       | —       | —       |
| 2008–09      | «Баффало Сейбрс»     | НХЛ          | 48               | 18               | 29               | 47               | 22               | —       | —       | —       | —       | —       |
| 2009–10      | «Баффало Сейбрс»     | НХЛ          | 73               | 17               | 48               | 65               | 28               | 6       | 0       | 1       | 1       | 2       |
| 2010–11      | «Баффало Сейбрс»     | НХЛ          | 68               | 13               | 29               | 42               | 20               | 6       | 0       | 2       | 2       | 2       |
| 2011–12      | «Торонто Мейпл-Ліфс» | НХЛ          | 70               | 13               | 23               | 36               | 40               | —       | —       | —       | —       | —       |
| 2012–13      | «Торонто Марліз»     | АХЛ          | 28               | 5                | 7                | 12               | 23               | 6       | 0       | 1       | 1       | 8       |
| Усього в НХЛ | Усього в НХЛ         | Усього в НХЛ | 697              | 131              | 300              | 431              | 300              | 36      | 5       | 18      | 23      | 8       |

### Збірна
| Рік                | Команда            | Турнір             | І | Г | П | О | ШХ |
| ------------------ | ------------------ | ------------------ | - | - | - | - | -- |
| 1999               | США                | МЧС                | 6 | 1 | 0 | 1 | 8  |
| 2001               | США                | ЧС                 | 9 | 3 | 3 | 6 | 4  |
| Молодіжна збірна   | Молодіжна збірна   | Молодіжна збірна   | 6 | 1 | 0 | 1 | 8  |
| Національна збірна | Національна збірна | Національна збірна | 9 | 3 | 4 | 7 | 4  |